# Медаль За взятие Вильно в 1812 году (французская)
Медаль «За взятие Вильно» — медаль Французской империи, отчеканенной по указу императора Наполеона I Бонапарта за взятие города Вильно.
Награждались солдаты и офицеры французской армии за взятие города Вильно в июне 1812 года. Является первой французской медалью, в серии из шести, посвящённые Отечественной войне 1812 года.

## Описание
Лицевая сторона: погрудный портрет императора Наполеона, обращённого вправо, с лавровым венком на голове. Вокруг головы надпись: NAPOLEON EMP ET ROI (Наполеон император и король). В обрезе шеи надпись: ANDRIEU. F (фамилия гравёра).
Обратная сторона: изображение императора Наполеона, принимающего от двух поляков ключи от города и щит. Под обрезом надпись в две строки: PRISE DE VILNA XVIII JUIN MDCCCXIII (Взятие Вильно 28 июня 1812 года). С правой стороны надпись: DENON DIP (фамилия директора Парижского монетного двора), слева надпись: ANDRIEU. F (фамилия гравёра). Диаметр медали 41 мм.